# Неизвестная по имени дочь Тереса I
Неизвестная по имени дочь Тереса I (V век до н. э.) — дочь одрисского царя Тереса I, вышедшая замуж за скифского правителя Ариапифа, мать Октамасада.
В начале V века до н. э. между вторгшимися во Фракию скифами и одрисами произошёл ряд столкновений. Они были завершены заключением династического брака между скифским правителем Ариапифом и дочерью одрисского царя Тереса I. Имени её исторические источники, в том числе сообщивший о ней Геродот, не называют. По замечанию Ю. Г. Виноградова и А. Ю. Алексеева, этот союз был заключён около 480—470 годов до н. э., по мнению К. А. Анисимова — между 493 и 471 годами до н. э. В результате по Дунаю была установлена граница между бывшими противниками. Наступивший мир способствовал стабилизации экономического положения во всём Северном Причерноморье. Однако впоследствии у фракийской супруги Ариапифа нашёл прибежище её неизвестный по имени брат, изгнанный другим сыном Тереса Ситалком в ходе династической борьбы после смерти их отца. В браке Ариапифа и одриски родился Октамасад, который мог воспитываться матерью, по предположению Т. М. Кузнецовой, во фракийско-дионисийском духе.